# نیما طاهری
نیما طاهری (زادهٔ ۱۵ آوریل ۱۹۹۷) بازیکن فوتبال اهل ایران است که برای باشگاه ذوب آهن در لیگ برتر خلیج فارس بازی می‌کند.
وی همچنین در تیم ملی فوتبال نوجوانان ایران بازی کرده است.پسر عموی وی ابوالفضل طاهری در تیم ملی نوجوانان بازی میکند.